# Karise Eden
Karise Eden (* 11. Juli 1992) ist eine australische Popsängerin. Sie gewann im Juni 2012 die australische Ausgabe der Gesangs-Castingshow The Voice.

## Biografie
Karise Eden stammt aus New South Wales. Mit 13 Jahren verließ sie ihr elterliches Zuhause und lebte danach bei verschiedenen Pflegeeltern. Mit 13 hatte sie auch ihren ersten Gesangsauftritt und verfolgte das Singen weiter, obwohl sie nie Gesangsunterricht nahm. Im Jahr 2012 nahm sie an der ersten Staffel der Gesangs-Castingshow The Voice in Australien teil und ging daraus als Siegerin hervor.
Bereits während der Show platzierte sie mehrere Lieder in den australischen Single-Charts; nach dem Finale belegte sie gleichzeitig die ersten drei Plätze, was zuvor nur 1964 den Beatles gelungen war. Ein weiteres Lied landete auf Platz fünf, acht Lieder waren gleichzeitig in den Top 50 platziert.
Fünf ihrer Liedinterpretationen erreichten Goldstatus und ihre Version des Leonard-Cohen-Klassikers Hallelujah wurde mit Platin ausgezeichnet, obwohl die Lieder teilweise nur eine Woche in den Charts waren, bevor das Album My Journey mit ihren Songs aus der Show erschien. Das Album stieg auf Platz eins der Charts ein, blieb dort sechs Wochen und wurde mit Doppelplatin ausgezeichnet.

## Diskografie
Alben
| Jahr | Tittel           | Erscheinungsdatum |
| ---- | ---------------- | ----------------- |
| 2012 | My Journey       | 26. Juni 2012     |
| 2014 | Things I’ve Done | 17. Oktober 2014  |
| 2018 | Born to Fight    | 23. November 2018 |
| 2022 | Into the Black   | 13. Mai 2022      |

Lieder
| Jahr | Titel                           | Album                 | Info              |
| ---- | ------------------------------- | --------------------- | ----------------- |
| 2012 | You Won't Let Me                | My Journey            |                   |
| 2012 | It's a Man's World              | My Journey            |                   |
| 2012 | Back to Black                   | My Journey            |                   |
| 2012 | Nothing's Real but Love         | My Journey            |                   |
| 2012 | Landslide                       | My Journey            |                   |
| 2012 | Hallelujah                      | My Journey            |                   |
| 2012 | I Was Your Girl                 | My Journey            |                   |
| 2012 | Stay with Me Baby               | My Journey            |                   |
| 2012 | Red-Suited Super Man            | Merry Christmas, Baby | feat. Rod Stewart |
| 2013 | Threads of Silence              | non-Album Single      |                   |
| 2014 | Dynamite                        | Things I've Done      |                   |
| 2015 | Loneliness                      | Things I've Done      |                   |
| 2015 | Will You Still Love Me Tomorrow | non-Album Single      |                   |
| 2018 | Temporary Lovers                | Born to Fight         |                   |
| 2018 | Gimme Your Love                 | Born to Fight         |                   |
| 2018 | Born to Fight                   | Born to Fight         |                   |
| 2022 | Gone                            | Into the Black        |                   |